# سيرغي إيفانوف (لاعب كرة قدم)
سيرغي إيفانوف (بالروسية: Сергей Иванович Иванов)‏ (22 مارس 1964 - ) هو حكم كرة قدم ولاعب كرة قدم روسي في مركز الدفاع. لعب مع نادي روستوف أون دون ونادي روستوف ونافباخور نامانجان وFC Lada-Tolyatti ‏ ونادي تاغانروغ ‏ وFC APK Morozovsk ‏ وFC Istochnik Rostov-on-Don ‏.

## وصلات خارجية
- سيرغي ايفانوف على موقع قاعدة بيانات كرة القدم.إي يو (الإنجليزية)